# Удварди, Дьёрдь
Дьё́рдь У́дварди (венг. Udvardy György, 14 мая 1960, Балашшадьярмат, Венгрия) — католический прелат, епископ Печа с 9 апреля 2011 года по 12 июля 2019 года. Архиепископ Веспрема с 12 июля 2019 года.

## Биография
Родился 14 мая 1960 года в Балашшадьярмате. 15 июня 1985 года рукоположён в священники в Эстергоме. После рукоположения служил в нескольких венгерских приходах, с 1990 по 1993 год углублял образование в Риме. В 2003—2004 годах служил приходским священником в VII округе Будапешта. С 1997 по 2004 год преподавал в Католическом университете Петера Пазманя, с 2000 года — профессор Эстергомского теологического колледжа.
24 января 2004 года Римский папа Иоанн Павел II назначил Удварди вспомогательным епископом архиепархии Эстергома-Будапешта и титулярным епископом Маразана. 21 февраля 2004 года в Эстергоме состоялось рукоположение в епископа, которое совершил кардинал Петер Эрдё в сослужении с кардиналом Ласло Пашкаи и архиепископом Юлиушем Янушем
9 апреля 2011 года назначен новым епископом Печа. В 2015 году был избран вице-президентом Конференции католических епископов Венгрии. 12 июля 2019 года назначен архиепископом Веспрема вместо ушедшего в отставку Дьюлы Марфи